# Kelly Regterschot
Kelly Regterschot (Heerlen, 22 februari 1975) is een Nederlands politica namens de Volkspartij voor Vrijheid en Democratie (VVD). Van 25 juni 2019 tot 31 maart 2021 was zij lid van de Tweede Kamer der Staten-Generaal.

## Biografie
Ze deed het VWO aan het Bernardinuscollege in Heerlen en studeerde een jaar planologie aan de Katholieke Universiteit Nijmegen. Vervolgens deed ze Ruimtelijke Ordening en Planologie aan de Hogere Technische School in Utrecht. Regterschot was werkzaam bij een ingenieursbureau en bij de gemeente Den Haag. Daarnaast voltooide ze de studie sociale geografie aan de Universiteit Utrecht waar ze afstudeerde in economische geografie. In 2012 keerde ze terug naar Limburg waar ze fractie-assistent werd van de VVD-fractie in de Provinciale Staten van Limburg.
Regterschot was tussen 2014 en 2017 wethouder in de gemeente Landgraaf. Hierna was ze twee jaar directeur van IBA-Parkstad, een samenwerkingsverband voor (economische) projecten. Op 25 juni 2019 werd Regterschot geïnstalleerd als lid van de Tweede Kamer in de tijdelijke vacature die ontstond omdat Bente Becker met zwangerschapsverlof is gegaan. Na het aftreden van Leendert de Lange werd de tijdelijke benoeming op 3 juli 2019 omgezet in een vast lidmaatschap. Op 30 maart 2021 nam zij afscheid van de Tweede Kamer.
- Parlement.com: vkzgex3lhkpo